# Paul Lechler junior
Paul Lechler junior (* 14. Juni 1884 in Stuttgart; † 4. August 1969 ebenda) war ein deutscher Fabrikant und Kirchenmann. Er war von 1948 bis 1960 Präsident des Landeskirchentages der Evangelischen Landeskirche in Württemberg.

## Leben und Beruf
Lechler jun., Sohn von Paul Lechler, übernahm nach dem Tod seines Vaters die Lack- und Firnisfabrik in Stuttgart.

## Kirchliches Engagement
Lechler engagierte sich schon früh im kirchlichen und sozialen Bereich. Er war viele Jahre Kirchengemeinderat in Stuttgart, Vorsitzendes des Verwaltungsrats des Deutschen Instituts für ärztliche Mission und Mitglied des Verwaltungsrats des Hilfswerks der EKD, das 1957 im Diakonischen Werk der EKD aufging.
1934 war Lechler Mitglied der Bekenntnissynode in Berlin-Dahlem und des Landesbruderrates der Württembergischen Bekenntnisgemeinschaft. Nach dem Zweiten Weltkrieg war Lechler Vertreter der Evangelischen Landeskirche in Württemberg in der Kirchenversammlung in Treysa, die zur Gründung der Evangelischen Kirche in Deutschland führte.
Bereits 1940 rückte Lechler für den ausgeschiedenen Abgeordneten Dill in den 3. Landeskirchentag der Evangelischen Landeskirche in Württemberg ein. 1948 wurde er in den 4. Landeskirchentag gewählt. Die Abgeordneten wählten ihn dort zu ihrem Präsidenten. Auch beim 5. Landeskirchentag stand er an der Spitze dieses Gremiums. Am Ende der Legislaturperiode verzichtete er auf eine neue Kandidatur. Sein Nachfolger wurde 1960 Heinz Autenrieth. Ab 1948 gehörte Lechler auch der Synode der Evangelischen Kirche in Deutschland an.

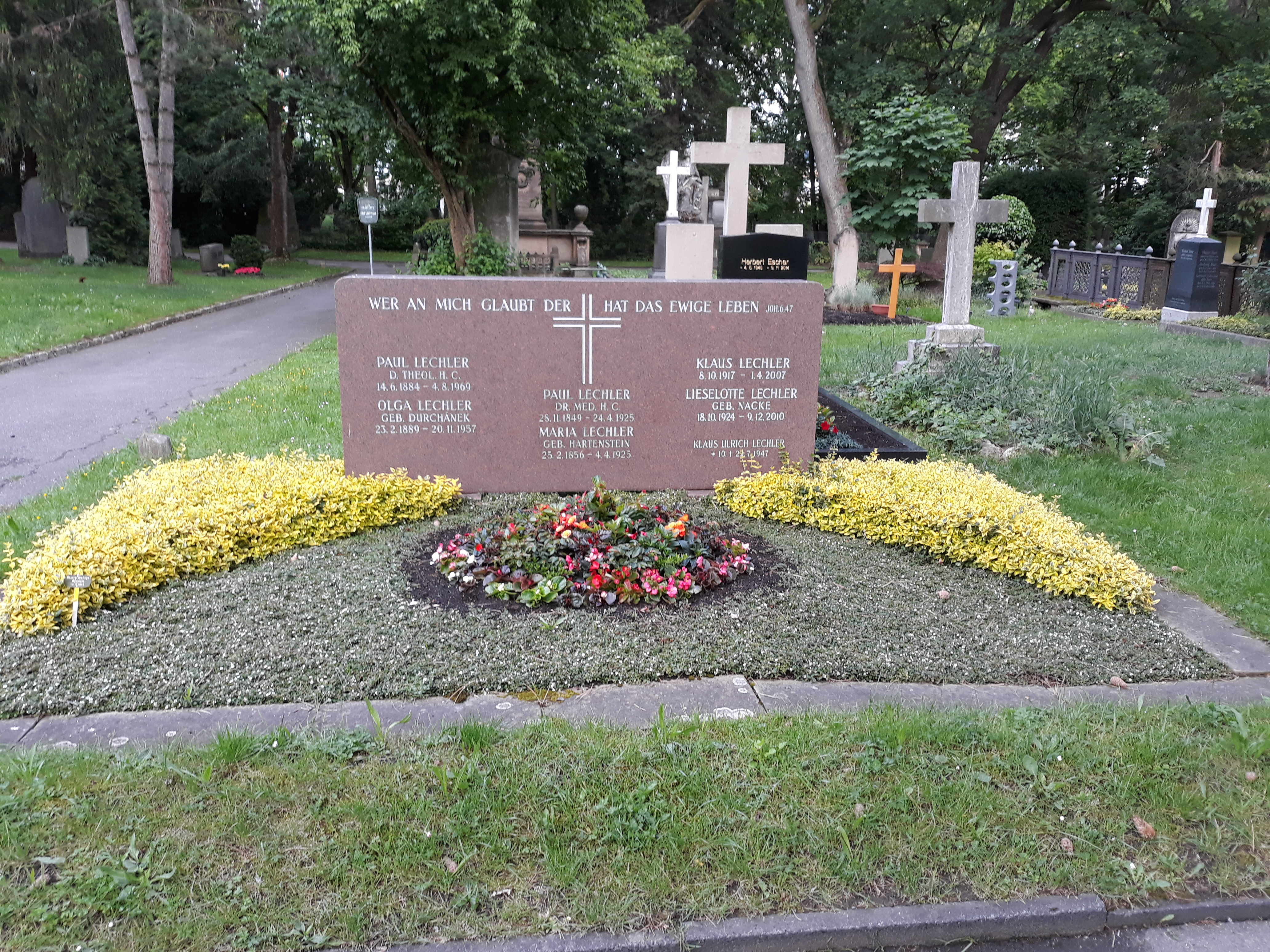
Familiengrab Lechler, Pragfriedhof Stuttgart

## Kulturelles Engagement
Lechler war ein Förderer des von seinem Vater gegründeten Hymnus-Chores.
| Personendaten    | Personendaten                       |
| ---------------- | ----------------------------------- |
| NAME             | Lechler, Paul junior                |
| ALTERNATIVNAMEN  | Lechler, Paul                       |
| KURZBESCHREIBUNG | deutscher Fabrikant und Kirchenmann |
| GEBURTSDATUM     | 14. Juni 1884                       |
| GEBURTSORT       | Stuttgart                           |
| STERBEDATUM      | 4. August 1969                      |
| STERBEORT        | Stuttgart                           |